# 佐藤律子 (作家)
佐藤 律子（さとう りつこ、1952年〈昭和27年〉 - ）は、日本の作家。大分県出身、大分県立別府青山高等学校卒業。童話執筆時には「よもぎ 律子」のペンネームを用いている。

## 経歴
結婚後に和歌山県橋本市へ転居し、子供たちが親離れを始めたころから作家活動を始め、絵本や児童文学などを著す。1993年（平成5年）、読売新聞紙上の童話募集に応募した『シーラカンスのうろこ』で「海の親賞」を受賞。続いて『遊太』で東北電力「夢見る子供童話大賞パート2」大賞、『けいこ先生のほけんしつ』で第14回カネボウ・ミセス童話大賞大賞、『おーい夢』で第43回毎日児童小説優秀賞を受賞する。橋本市名誉市民である数学者・岡潔を綴った絵本『岡潔博士ってだぁーれ?』の執筆など、第2の故郷ともいえる橋本市への関心も深い。2001年（平成13年）には橋本市文化賞を受賞する。
一方では16歳の次男を小児がんで失った経験から、同様に小児がんを経験した子供たちの闘病記を綴った『種まく子供たち 小児ガンを体験した七人の物語』を2001年（平成13年）に出版し、2003年（平成15年）までに35万部を売り上げる。これをきっかけとして、子供と死別した親たちに向けての書籍『いのちの灯台』『大切なあなたへ』『よもぎリーフ1 大切なあなたへ』などの出版や、そうした親たちが学校などで体験を語るネットワーク「いのちの語り手登録バンク」の主催といった活動を続けている。また『種まく子供たち』の出版以来、日本全国から相次ぐ講演依頼に応え、年に10回程度、日本全国の学校や病院などでの講演で、命の大切さや生きる喜びなどを伝えている。